# Microdesmidae
Microdesmidae é uma família de peixes da subordem Gobioidei.

## Géneros e espécies
O FishBase lista 27 species em cinco géneros:
- Género Cerdale
  - Cerdale fasciata Dawson, 1974.
  - Cerdale floridana Longley, 1934.
  - Cerdale ionthas Jordan & Gilbert, 1882.
  - Cerdale paludicola Dawson, 1974.
  - Cerdale prolata Dawson, 1974.
- Género Clarkichthys
  - Clarkichthys bilineatus (Clark, 1936).
- Género Gunnellichthys
  - Gunnellichthys copleyi (Smith, 1951).
  - Gunnellichthys curiosus Dawson, 1968.
  - Gunnellichthys grandoculis (Kendall & Goldsborough, 1911).
  - Gunnellichthys irideus Smith, 1958.
  - Gunnellichthys monostigma Smith, 1958.
  - Gunnellichthys pleurotaenia Bleeker, 1858.
  - Gunnellichthys viridescens Dawson, 1968.
- Género Microdesmus
  - Microdesmus aethiopicus (Chabanaud, 1927).
  - Microdesmus affinis Meek & Hildebrand, 1928.
  - Microdesmus africanus Dawson, 1979.
  - Microdesmus bahianus Dawson, 1973.
  - Microdesmus carri Gilbert, 1966.
  - Microdesmus dipus Günther, 1864.
  - Microdesmus dorsipunctatus Dawson, 1968.
  - Microdesmus lanceolatus Dawson, 1962.
  - Microdesmus longipinnis (Weymouth, 1910).
  - Microdesmus luscus Dawson, 1977.
  - Microdesmus retropinnis Jordan & Gilbert, 1882.
  - Microdesmus suttkusi Gilbert, 1966.
- Género Paragunnellichthys
  - Paragunnellichthys seychellensis Dawson, 1967.
  - Paragunnellichthys springeri Dawson, 1970.